# Hymenophyllum fuscum
Hymenophyllum fuscum är en hinnbräkenväxtart som först beskrevs av Bl., och fick sitt nu gällande namn av V. d. Bosch. Hymenophyllum fuscum ingår i släktet Hymenophyllum och familjen Hymenophyllaceae. Inga underarter finns listade.